# Emma Mitchell
Pour les articles homonymes, voir Mitchell.
Emma Mitchell est une footballeuse internationale écossaise née le 19 septembre 1992 à Kirkcaldy. Elle actuellement au poste de défenseure pour les London City Lionesses.

## Carrière
Le 15 juillet 2020, en fin de contrat avec Arsenal, Emma Mitchell rejoint le club de Reading.

## Palmarès

### AvecGlasgow City
- Scottish Women's Premier League
  - Vainqueur : 2009; 2010; 2011; 2012
- Scottish Women's Cup
  - Vainqueur : 2009; 2011; 2012
- Scottish Women's Premier League Cup
  - Vainqueur : 2009; 2012

### AvecArsenal
- Women's Super League :
  - Vainqueur: 2018-19
- Women's FA Cup :
  - Vainqueur : 2014; 2016
- Women's League Cup :
  - Vainqueur : 2013; 2015; 2018
  - Finaliste : 2014; 2019